# 郝德傑
郝德傑爵士，GCMG，CBE，KStJ，FRAS，FRSA（1884年10月26日—1951年7月14日），又译開台柯，英國資深殖民地官員，1935年12月至1937年4月為第19任香港總督，1937年10月至1944年9月任錫蘭總督。擔任港督前，他曾長期在馬來聯邦和海峽殖民地供職，並在1933年至1935年間任海峽殖民地輔政司。
郝德傑1907年加入馬來聯邦政府，1924年至1925年間曾獲派回英國任大英帝國博覽會馬來亞專員，後來調任海峽殖民地輔政司期間曾於1934年2月至11月暫代因病退休的金文泰爵士署任海峽殖民地總督兼馬來聯邦高級專員一職。在馬來亞任職多年以來，他以善於排難解紛及調和種族關係著稱，官聲卓著，屢獲英廷嘉獎。在港督任內，他帶領港府推動不少革新，其中包括在1936年1月1日正式將原有的潔淨局改組成市政局，而銀禧水塘及瑪麗醫院也在其任內建成。另一方面，隨著中國局勢日益動盪，他任內還多次與國民政府官員舉行會面，並曾於1936年9月於廣州宴請蔣介石委員長。
郝德傑出任港督的時間相當短促，在任僅約16個月就因為錫蘭局勢不穩而於1937年4月16日匆匆卸任離港，調任錫蘭總督。任內，他對當地的憲政改革要求予以肯定和支持，但受到第二次世界大戰爆發影響，有關改革受到拖延。在任錫蘭總督後期，他見證了太平洋戰爭爆發，雖然錫蘭一度受日本攻擊，但未有陷落，他其後於1944年退休返英。郝德傑晚年曾任英政府的殖民地服務任命委員會委員，倡議以一中央部門統籌全球各地的殖民地政務職系詮敘事務，惟有關建議到他身後方獲採納。
郝德傑興趣廣泛，除殖民地事務外，也熱愛繪畫及精於彈奏鋼琴。此外，喜歡寫作的他在早年經常發表有關馬來亞的文章，晚年曾出版兩本以靈異故事為題材的小說。

## 生平

### 早年生涯
郝德傑在1884年10月26日生於英國肯特郡博克斯利（Boxley），乃安德魯·凱迪克牧師（Rev Andrew Caldecott）及伊莎貝拉·瑪麗·約翰遜（Isobel Mary Johnson）所生之長子。郝德傑的母親伊莎貝拉是斯坦寧·約翰遜牧師（Rev Stenning Johnson）之女。郝德傑另外有一名胞弟名叫約翰·萊斯利·凱迪克中尉（Lieutenant John Leslie Caldecott，1886年－1914年），約翰原於皇家衛戍部隊砲隊（Royal Garrison Artillery）服役，曾任尼亞薩蘭總督的副官，後來參與第一次世界大戰期間在1914年9月9日戰死於非洲尼亞薩蘭（今馬拉威），遺體葬於當地的卡龍加軍人墳場（Karonga War Cemetery），終年28歲。
郝德傑早年入讀位於拉特蘭的阿賓漢姆學校（Uppingham School），在校內屢獲獎學金，其後又憑獎學金考入牛津大學艾克塞特學院。郝德傑在大學校內的學業同樣優異，除了獲得獎學金外，他在第一次古典文學考試（Classical Honour Moderations）獲三級榮譽，以及在1907年的古典文學考試獲二級榮譽成績，並於同年取得文學士（B.A.）學位畢業。1948年，他獲母校艾克塞特學院選為榮譽院士。

### 殖民地生涯

#### 馬來亞生涯
從大學畢業後，郝德傑旋於1907年11月獲殖民地部聘任為馬來聯邦官學生，最初先後被派到馬來亞的檳城印度人入境事務總監辦事處和巴生印度人入境事務助理總監辦事處工作。其後，他於1909年署任日拉務（Jelebu）理民官、1911年改任署理瓜拉庇勞（Kuala Pilah）理民官、同年出任日拉務理民官，翌年重任署理瓜拉庇勞理民官。1913年，他獲調到中央，於吉隆坡的聯邦司署（Federal Secretariat）擔任勞工署副署長（Deputy Controller, Labour），1914年轉任署理布政司助理秘書，至1916年任聯邦司署二等助理秘書，1920年出任署理政府助理秘書。郝德傑在1922年9月返回英國休假，期間於1923年1月接受特別任命，出任大英帝國博覽會馬來亞專員，以協辦於1924年至1925年間在倫敦溫布萊舉辦的大英帝國博覽會，並負責專門統籌博覽會內的馬來亞館（Malaya Pavilion），直到1925年12月卸任為止。英廷其後於1926年向他頒授CBE勳銜，以肯定他在籌設馬來亞館方面的工作。
1926年3月，郝德傑重返馬來亞怡保出任都市規劃官（Town Planning Administrator）兼州務土地估價官（State Valuer）；任內於1927年分別獲委任為房屋調查委員會（Housing Enquiry Committee）和工務司署調查委員會（Public Works Department Enquiry Committee）主席，就房屋供應不足和提升工務司署效率等議題展開研究。1927年7月，他獲委任為馬來亞勞工署副署長兼署理海峽殖民地次官，至1928年以甲一級官學生身份獲擢升為海峽殖民地及馬來聯邦郵政事務司。他此後一度被重新派到地方工作，當中包括在1929年署任森美蘭參政司（Resident），翌年署任霹靂州參政司一職，以及在1931年正式出任雪蘭莪參政司。1932年3月，郝德傑獲進一步陞遷，以額外參事身份調回中央出任馬來聯邦布政司，1933年12月改任海峽殖民地輔政司。1934年2月，時任海峽殖民地總督金文泰爵士因病宣佈退休，郝德傑遂任署理海峽殖民地總督兼馬來聯邦高級專員一職，署任總督期間，他秉承了金文泰爵士的方針，繼續將中央權力下放地方。至同年11月新督上任後，郝德傑重任輔政司。
郝德傑在馬來亞供職凡28年，期間曾任各種官職，皆以極具辦事效率著稱，再加上他在地方善於排解糾紛，調和各族關係，所以甚得民心，備受輿論好評。為表彰郝德傑的貢獻，英廷於1932年向他頒授CMG勳銜，後來又於1935年元旦授勳名單中冊封他為下級勳位爵士。1935年5月，香港總督貝璐爵士退休，郝德傑遂於7月獲任命接替貝璐為第19任港督兼三軍總司令。郝德傑在1935年12月12日由新加坡抵達香港，同日新任駐港三軍司令巴度苗少將（Major General A W Bartholomew）亦剛好乘同一輪船抵港，故兩人一同於皇后碼頭就任履新。與之前歷任港督不同的是，郝德傑履新時沒有佩劍，亦沒有穿著殖民地官服，他是歷史上首位身穿洋服，頭戴禮帽上任的港督。

#### 香港總督

##### 各項新政
郝德傑就任港督以前，中華民國國民政府適才宣佈放棄銀本位，以致同樣奉行銀本位的港元大幅升值，兌換價相當波動。港府隨後於1935年11月9日的臨時立法局會議中宣佈廢除銀本位制度，並首度將港元與英鎊掛勾，匯率維持於大約每16港元兌一英鎊，以尋求設法穩定港元幣值，便利貿易。為作出相應配合，郝德傑上任後，港府開始收回及停止鑄造銀幣，並改以鎳鑄造輔幣，以防白銀流失，另外，港府又加入其他主要發鈔銀行，參與發行紙幣，以維持貨幣的流通量。
另一方面，為了減輕政府開支，讓更多華人投身政府，以及拉近官民關係，郝德傑任內確立港府公務員體系的本地化政策。在1936年，他規定港府日後聘請公務員時，必須先於本地作出招聘，假如本地無合適人選，方才改於英國或海外進行招聘。郝德傑的本地化政策，使到護士等不少專業職系可以就地招聘華人出任，成本相比海外招聘大大降低。不過，對於官學生（即政務主任）及其他高級及敏感的職位而言，卻繼續於英國本土進行招聘，所以實際上，郝德傑任內推出的公務員本地化政策相當有限，港府要到1948年才正式委任首位華人政務官，而公務員本地化政策在1960年代才開始大力推行，至於布政司及財政司等高位更遲至香港主權移交前夕，才由華人出掌。
在市政改革方面，郝德傑繼續前任港督貝璐爵士的政策，著手改組原有的潔淨局為市政局。根據前任政府通過的《1935年市政局條例》，郝德傑在1936年1月1日正式設立市政局，以取代早於1883年成立的潔淨局。在新成立的市政局設有13個議席，其中5席為官守議席，分別由衛生局長、醫務總監、工務司、華民政務司及警察司出任，另外6席為非官守委任議席，餘下兩席為民選議席，為潔淨局成立以來首創。不過，由於當時的合資格選民必須為認可陪審員，因此選民人數相當稀少，而公眾普遍對市政局選舉的反應亦極其冷淡。隨後市政局舉行了首次選舉，但兩席民選議席只有一人參選，反映公眾對此並不熱衷。市政局成立之初，與前潔淨局一樣主要關注衛生問題，而隨著中華民國不斷有難民因逃避紛亂局勢而湧入香港，市政局亦對樓宇規例作出關注。然而，由於中國局勢愈益動盪，香港的衛生情況逐漸惡化，而住房問題亦成為當時港府的一大考驗。除市政局外，郝德傑於1936年委任羅旭龢爵士為行政局華人代表，以接替退休的周壽臣爵士。羅旭龢在此後一直出任行政局華人代表，不過他在1941年香港淪陷後轉投日治政府，結果在香港重光後，被港府永不敘用。

##### 其他發展

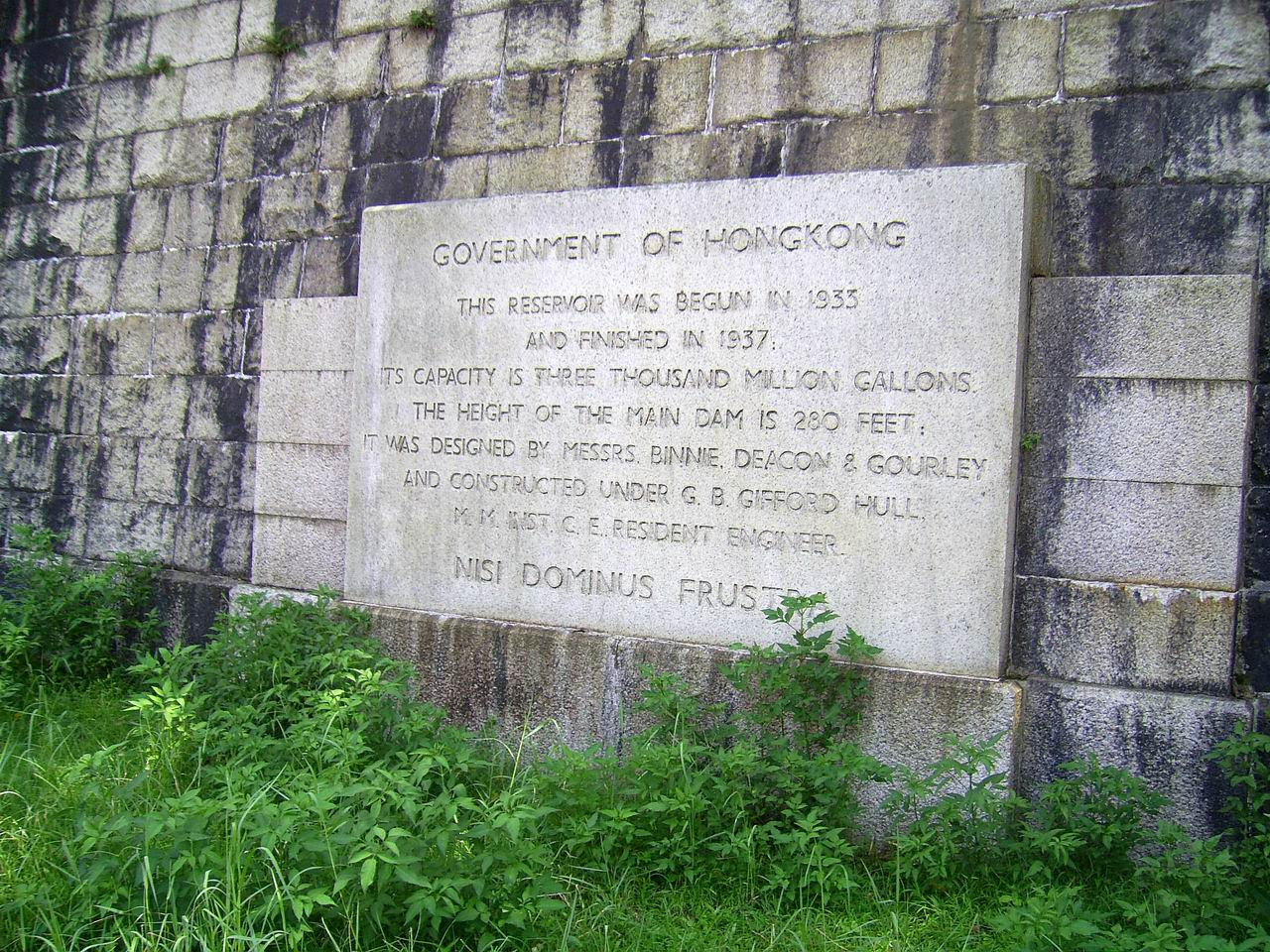
銀禧水塘落成碑記

在社會發展方面，港府歷年來的多項基建工程相繼在郝德傑任內落成，當中包括先後在1937年建成的銀禧水塘（又稱城門水塘）及瑪麗醫院，前者大大舒緩了供水不足的問題，而後者則是當時全遠東規模最宏大的醫院。另外，香港的航空交通在其任內亦有長足發展，在1936年，港府將位於九龍的啟德機場改作民用機場，同年3月24日，帝國航空首架由檳城開出的客機抵達啟德機場，標誌著香港開始有定期的航機客運服務。當日為了隆重其事，儘管機上只有16袋信件及一名乘客，但郝德傑仍親到機場迎迓。而自從帝國航空提供往返香港及檳城的定期客運服務後，從香港可以乘搭飛機，以轉機的形式抵達倫敦。繼帝國航空後，不少航空公司亦開始將航線伸延至香港，使香港的航線規模不斷擴充。在1936年10月，泛美航空開通往來香港與菲律賓馬尼拉的航線，而有關服務後來更於1937年延伸至美國三藩市。
郝德傑爵士對中、港關係亦深表關注，而其時中國大陸的局勢日益不穩，故兩方政府的接觸亦頗為頻密。在1936年9月，郝德傑出訪廣州，拜會國民政府的軍政要員，期間他於9月18日在沙面英國領事館宴請國民政府軍事委員會委員長蔣介石等人。郝德傑返港後，廣東省政府主席黃慕松與廣州市市長曾養甫復於同年11月抵港回訪郝德傑。黃慕松於任內猝逝後，新任廣東省政府主席吳鐵城又在1937年4月官式訪問郝德傑。不過由於郝德傑未幾調離香港，故此沒有機會回訪。至於郝德傑卸任以後，東亞時局急速惡化，在同年7月7日盧溝橋事變後更爆發全面的中日戰爭，所以一直到1938年7月，繼任港督羅富國爵士才有機會代郝德傑回訪吳鐵城，但當時日軍已經進犯廣東省，局勢比郝德傑任內更為動盪。
在1937年，由於錫蘭局勢不穩，善於調和種族關係的郝德傑遂獲英廷任命為錫蘭總督兼三軍總司令，並於4月16日離港，結束在任港督一職前後僅約16個月，成為歷史上在位時間最短的港督之一，上任錫蘭總督前，英廷又向他頒贈KCMG勳銜，以示嘉獎。跟馬來亞一樣，郝德傑在港時官聲甚佳，故其卸任消息傳出後，坊間一度有民眾上書要求郝德傑留任，但未能成事。至於對郝德傑本身而言，他上任港督前未曾到訪過香港，事實上對香港感到一定的陌生，相反，他對服務多年的馬來亞仍有深厚的感情，並嘗言在港的時間每天都在想起馬來亞，還希望一有機會便回到馬來亞工作。

#### 錫蘭總督
郝德傑上任錫蘭總督以前，前任總督司徒拔爵士反對修訂錫蘭於1931年制定的《多諾莫爾憲法》（Donoughmore Constitution）以建立責任政府，引起輿論爭議，甚至一度陷入憲制危機。郝德傑在1937年10月16日抵達錫蘭履新後，隨即以務實手段化解危機，並於1937年11月開展有關修憲的公眾諮詢，然而他於翌年6月公佈改革報告後，錫蘭國務會議始終未能就修憲達成最終共識，其中少數族裔，如泰米爾人和穆斯林社群等等的地位，以及他們在議會內的議席比例問題，仍然成為憲改紛爭的主要焦點所在。
不久以後，由於太平洋戰爭在1941年爆發，憲改問題一時間被迫擱置，不過在郝德傑於1941年及1943年兩度爭取後，英廷終在1944年授意成立一委員會處理憲改問題，有關委員會後來促成錫蘭於1948年取得自治領地位而獨立。郝德傑任內對憲改採取積極正面的態度，使他得到不少如D·S·森納那亞克及J·R·賈亞瓦德納（J. R. Jayewardene）等等的政治領袖的支持及肯定。而為表揚郝德傑的努力，英廷於1941年英皇壽辰授勳名單中向他賜予GCMG勳銜。
二戰期間，錫蘭雖然受到日軍進攻，但幸而未有失守，可是其他如香港及新加坡等等的英國殖民地卻相繼投降，落入日軍之手。1942年馬來亞淪陷後，英廷決定委任原本為英軍東方艦隊總司令的海軍上將傑弗里·萊頓爵士（Admiral Sir Geoffrey Layton，1884年－1964年）為錫蘭三軍總司令，結果郝德傑停任三軍總司令，但繼續出任總督，地位比萊頓要低一級。郝德傑爵士原本對此深表不滿，並在私底下向殖民地部以辭職相要脅，但最後他仍接受了有關安排。雖然如此，郝德傑與萊頓兩人在戰時緊密合作，有效確保錫蘭在戰時的安全。1943年，郝德傑還讓出位於康提的總督別院，給予盟軍東南亞戰區最高總司令蒙巴頓勳爵進住，以方便指揮設於附近的盟軍東南亞司令部。
郝德傑在任錫蘭總督期間的身體健康狀況大不如前，他因為髖關節炎而導致有長短腿，而且每每開始步行的時候都感到特別痛楚，不過他仍堅持多做運動，並時常與妻子遊歷錫蘭的郊野。除了髖關節炎以外，他在1938年8月因扁桃體炎而要動手術切除扁桃腺，其後還要在同年11月前往印度馬德拉斯接受專科放射治療。雖然健康倒退，再加上妻子在1943年意外逝世一事對他構成沉重打擊，但他仍堅持履行職務，一直到二戰後期的1944年9月19日才卸任返英，開展退休生涯。

### 晚年生涯
返英退休以後，郝德傑在1944年獲英廷委任為殖民地服務任命委員會（Colonial Service Appointments Board）委員，任內致力於協助推動英國殖民地獨立及組建英聯邦。為此，他在委員會內大力倡議設立一中央機構，統籌全球各地的殖民地政務職系詮敘事務，另外又在《泰晤士報》表達其看法。不過，其建議未獲採用，最後導致他在1947年從委員會請辭。一直到數年以後，英政府重新考慮有關建議，終於在1954年設立女皇陛下海外公務員系統（HM Overseas Civil Service），從而著手加快各殖民地的獨立進程。
在任錫蘭總督期間經常因病不適的郝德傑，晚年也備受疾病困擾。在1951年初，郝德傑的健康狀況突然崩潰，並因腎衰竭而一度陷入昏迷。雖然郝德傑後來恢復清醒，健康有好轉跡象，但病情未幾再度急劇惡化，終於1951年7月14日病逝於薩塞克斯（Sussex）伊切諾爾（Itchenor）皮爾龐特（Pierpoint）家中，終年66歲。郝德傑死後，香港政府為表哀悼，所有政府機關一律於同年7月16日下半旗致哀。

## 個人生活
郝德傑早年在馬來亞工作的時候結識同樣在當地任職公務員的奧麗芙·瑪麗·英尼斯（Olive Mary Innes）。奧麗芙是海峽殖民地上訴庭大法官約翰·羅伯特·英尼斯（John Robert Innes）的女兒，郝德傑與奧麗芙在1918年結婚，並在婚後育有一子一女：
- 約翰·安德魯·凱迪克（John Andrew Caldecott，1924年2月25日－1990年7月14日）：事務律師和商人出身，M&G集團主席，曾獲勳CBE勳銜；[37]及
- 鍾·凱迪克（Joan Caldecott）：1941年嫁給約翰·奧里甘（John O'Regan），奧里甘跟其外父郝德傑一樣是殖民地官員，郝德傑擔任錫蘭總督期間，他正好在1938年至1941年出任其私人秘書一職，他後來於1950年至1956年出任牙買加副輔政司。[38]

郝德傑在任錫蘭總督期間，奧麗芙患上焦慮和抑鬱症，曾經在可倫坡一家療養院休養數星期，但病情未有好轉，而且還經常失眠。1943年12月，奧麗芙與家人前往位於錫蘭中南部努沃勒埃利耶的總督渡假別墅女皇小屋（Queen's Cottage）渡過聖誕節，然而在12月31日凌晨時份，備受失眠困擾的奧麗芙懷疑在神智不清的情況下意外從二樓窗台失足跌落一樓地面平台身亡。奧麗芙墮樓身亡一事對郝德傑構成很大打擊，為免以妻子的喪事迎接1944年新一年之始，有關當局隨即在12月31日早上完成驗屍，並在同一晚上於當地的聖三一教堂舉行喪禮。
奧麗芙身後數年，郝德傑於1946年另娶伊芙蓮·梅·帕默（Evelyn May Palmer）為第二任妻子，伊芙蓮是J·羅伯遜博士（Dr J. Robertson）之遺孀及H·帕默（H. Palmer）的女兒。
郝德傑爵士興趣廣泛，早年曾發表不少關於馬來亞事務的文章，並撰寫有關當地的歷史書籍，在晚年他又出版過兩本靈異小說。除寫作外，他熱愛畫畫及精於彈奏鋼琴。郝德傑的其他興趣包括網球及高爾夫球，也是聯合大學會、皇家帝國學會、海外聯盟及伊切諾爾航海會等會會員。

## 部份著作
- History of Jelebu, 1912.[7]（直譯：《日拉務歷史》，1912年。）

- Not Exactly Ghosts, 1947.[2]（直譯：《似鬼非鬼》，1947年。）

- Fires Burn Blue, 1948.[2]（直譯：《藍火》，1948年。）

## 榮譽

### 殊勳
- 以下列出榮譽全稱及縮寫：^ 
  - 英帝國司令勳章（C.B.E.） （1926年1月19日[9]）
  - 聖米迦勒及聖喬治同袍勳章（C.M.G.） （1932年英皇壽辰授勳名單[11]）
  - 下級勳位爵士（Kt.） （1935年2月21日[12]）
  - 聖約翰爵級司令勳章（K.St.J.） （1936年6月19日[41]）
  - 聖米迦勒及聖喬治爵級司令勳章（K.C.M.G.） （1937年2月1日[27]）
  - 聖米迦勒及聖喬治爵級大十字勳章（G.C.M.G.） （1941年英皇壽辰授勳名單[31]）
  - 皇家亞洲學會院士（F.R.A.S.）[4]
  - 皇家藝術學會院士（F.R.S.A.）[4]

### 榮譽院士
- 牛津大學艾克塞特學院 （1948年[4]）

### 以他命名的地方
- 香港
  - 郝德傑道（Caldecott Road）：位於九龍長沙灣近琵琶山一帶。
- 新加坡
  - 加利谷山（Caldecott Hill）：位於中區湯申路一個住宅區，區內以他命名的地方還有：
    - 加利谷廣播中心；
    - 加利谷地鐵站（Caldecott MRT Station）；
    - 加利谷弄（Caldecott Close）；及
    - 安德魯路（Andrew Road）。

## 注腳

### 解釋注腳
1. ↑  歷史上在任時間最短的港督是首任的砵甸乍爵士，只有不足11個月（1843年6月－1844年5月），但由於他出任港督時已擔任護督近兩年，因此實際在任時間比郝德傑還要長。另外，第21任港督楊慕琦爵士雖然在任6年（1941年9月－1947年5月），但其中有近四年的時間淪為戰俘，實際在任的時間僅約15個月，比郝德傑要短。[14]

### 引用注腳
1. ↑  中国社会科学院近代史所翻译室 (编). . . 北京: 中国社会科学出版社: 68. 1981-12. CSBN 17190·017. NLC 000304370.
2. 1 2 3 4 5 6 7 8 9 10 11 12 13 14 15  O'Regan (2004)
3. ↑  "Malawi" (retrieved on 12 May 2009)
4. 1 2 3 4 5 6 7 8  "CALDECOTT, Sir Andrew" (1996)
5. ↑  Perak Government Gazette (1908), p.2.
6. ↑  The Pahang Government Gazette Vol. 13 (1910), p.iii.
7. 1 2  The Dominions Office and Colonial Office List (1927), p.615.
8. 1 2 3 4 5 6 7  The Colonial Office List (1949), p.423
9. 1 2  . www.thegazette.co.uk.   [2024-08-19]. （原始内容存档于2015-02-26）.
10. 1 2 3 4 5  "Sir Andrew Caldecott - Distinguished Services Rendered in Straits and F.M.S. - 28 Years Endeared Him to All Classes" (12 December 1935)
11. 1 2  "Issue 33831 （页面存档备份，存于）", London Gazette, 31 May 1932, p.5.
12. 1 2  . www.thegazette.co.uk.   [2024-08-19]. （原始内容存档于2015-02-26）.
13. ↑  "Issue 34415 （页面存档备份，存于）", London Gazette, 6 July 1937, p.15.
14. 1 2 3  "Hong Kong" (retrieved on 12 May 2009)
15. ↑  〈郝德傑十二日抵港，本港紳商準備歡迎〉（1935年12月7日）
16. ↑  〈郝德傑爵士，今日到港就任香港總督〉（1935年12月12日）
17. 1 2 3  Spurr (1995), p.166.
18. ↑  張連興（2007年6月），頁239至240。
19. ↑  王賡武（1997年），頁133至134。
20. 1 2  張連興（2007年6月），頁238。
21. ↑  Spurr (1995), pp.166 & 168.
22. ↑  Carroll (2012), pp.230-232.
23. ↑  張連興（2007年6月），頁241。
24. ↑  Spurr (1995), p.168.
25. 1 2  張連興（2007年6月），頁237至238。
26. ↑  張連興（2007年6月），頁251。
27. 1 2  "Issue 34365 （页面存档备份，存于）", London Gazette, 29 January 1937, p.6.
28. ↑  張連興（2007年6月），頁237。
29. ↑  De Silva (1981), pp.539-540.
30. 1 2  "Sri Lanka" (retrieved on 12 May 2009)
31. 1 2  "Issue 35184 （页面存档备份，存于）", London Gazette, 6 June 1941, p.4.
32. ↑  "LAYTON, Admiral Sir Geoffrey" (1996)
33. ↑  O'Regan (1994), p.51.
34. ↑  O'Regan (1994), p.61.
35. ↑  O'Regan (1994), pp.83-84
36. ↑  〈郝德傑逝世，各機關下半旗誌哀〉（1951年7月17日）
37. ↑  "CALDECOTT，(John) Andrew" (1996)
38. ↑  O'Regan (1994), p.1.
39. ↑  O'Regan (1994), pp.51 & 60.
40. 1 2  O'Regan (1994), p.60.
41. ↑  "Issue 34297 （页面存档备份，存于）", London Gazette, 23 June 1936, p.1.

### 英文資料
- Perak Government Gazette. 1908.
- The Pahang Government Gazette Vol. 13. Selangore Government Printing Press, 1910.
- The Dominions Office and Colonial Office List. London: Waterlow & Sons Limited, 1927.
- "Sir Andrew Caldecott - Distinguished Services Rendered in Straits and F.M.S. - 28 Years Endeared Him to All Classes", The China Mail, 12 December 1935, page 6.
- The Colonial Office List. London: H.M. Stationery Office, 1949.
- De Silva, K. M., A History of Sri Lanka （页面存档备份，存于）. Berkeley: University of California Press, 1981. ISBN 978-0-90583-850-2
- O'Regan, John, From Empire to Commonwealth: Reflections on a Career in Britain's Overseas Service （页面存档备份，存于）. London: The Radcliffe Press, 1994. ISBN 978-1-85043-777-2
- Spurr, Russell, Excellency: The Governors of Hong Kong. Hong Kong FormAsia, 1995. ISBN 978-9-62728-312-6
- "CALDECOTT, Sir Andrew", Who was Who. London: A. & C. Black, 1996. (Electronic version. Subscription required)
- "CALDECOTT, (John) Andres", Who was Who. London: A. & C. Black, 1996. (Electronic version. Subscription required)
- "LAYTON, Admiral Sir Geoffrey", Who was Who. London: A. & C. Black, 1996. (Electronic version. Subscription required)
- O'Regan, John, "Caldecott, Sir Andrew (1884-1951) （页面存档备份，存于）", Oxford Dictionary of National Biography 5th edition. Oxford University Press, 2004. (Electronic version. Subscription required)
- Carroll, John M., "Kotewall, Sir Robert Hormus", Dictionary of Hong Kong Biography. Hong Kong: Hong Kong University Press, 2012. ISBN 978-9-88808-366-4
- "Hong Kong （页面存档备份，存于）", World Statesmen.org, retrieved on 12 May 2009.
- "Sri Lanka （页面存档备份，存于）", World Statesmen.org, retrieved on 12 May 2009.
- "Malawi （页面存档备份，存于）", South Africa War Graves Project, retrieved on 12 May 2009.

### 中文資料
- 〈郝德傑十二日抵港，本港紳商準備歡迎〉，《工商日報》第三張第一版，1935年12月7日。
- 〈郝德傑逝世，各機關下半旗誌哀〉，《工商日赧》第五頁，1951年7月17日。
- 王賡武主編，《香港史新編（上冊）》。香港：三聯書店（香港）有限公司，1997年。
- 張連興著，《香港二十八總督》。北京：朝華出版社，2007年6月。

## 外部連結
- "Malaysia （页面存档备份，存于）", World Statesmen.org
- LegCo Sittings 1935 Session （页面存档备份，存于）
- LegCo Sittings 1936 Session （页面存档备份，存于）
- LegCo Sittings 1937 Session （页面存档备份，存于）
- The Short Stint of Sir Andrew Caldecott （页面存档备份，存于）
- Handling a Political Crisis （页面存档备份，存于）

| 官衔                               | 官衔                                                         | 官衔                         |
| ---------------------------------- | ------------------------------------------------------------ | ---------------------------- |
| 前任者： 歐內斯特·沃爾夫           | 署理森美蘭參政司 1929年                                      | 繼任者： 詹姆士·西蒙斯       |
| 前任者： 查爾斯·寇克瑞恩           | 署理霹靂州參政司 1930年 - 1931年                             | 繼任者： 伯特倫·埃爾斯       |
| 前任者： 詹姆士·羅尼               | 雪蘭莪參政司 1931年 - 1932年                                 | 繼任者： 傑弗里·卡達         |
| 前任者： 查爾斯·寇克瑞恩           | 馬來聯邦布政司 1932年 - 1933年                               | 繼任者： 馬爾科姆·雪萊       |
| 前任者： 約翰·史考特爵士           | 海峽殖民地輔政司 1933年 - 1935年                             | 繼任者： 亞歷山大·史梅爾爵士 |
| 前任者： 金文泰爵士                | 署理海峽殖民地總督兼 馬來聯邦高級專員 1934年2月 - 1934年11月 | 繼任者： 珊頓·托馬斯爵士     |
| 前任者： 修頓爵士（署理）          | 第19任香港總督兼 三軍總司令 1935年12月12日 - 1937年4月16日   | 繼任者： 史美（署理）        |
| 前任者： 麥斯威爾·韋德伯恩（署理） | 錫蘭總督 1937年10月16日 - 1944年9月19日                      | 繼任者： 亨利·摩爾爵士       |
| 前任者： 麥斯威爾·韋德伯恩（署理） | 錫蘭三軍總司令 1937年 - 1942年                               | 繼任者： 傑弗里·萊頓爵士     |